# Doły (województwo małopolskie)
Doły – wieś w Polsce położona w województwie małopolskim, w powiecie brzeskim, w gminie Dębno.
Wieś biskupstwa krakowskiego w powiecie sądeckim w województwie krakowskim w końcu XVI wieku.
W latach 1954–1972 wieś należała i była siedzibą władz gromady Doły. W latach 1975–1998 miejscowość administracyjnie należała do województwa tarnowskiego.
Położona w dolinie rzeki Niedźwiedź, zwanej dawniej Złockim Potokiem przy drodze z Dębna do Melsztyna.

## Części wsi
| SIMC    | Nazwa     | Rodzaj    |
| ------- | --------- | --------- |
| 0818930 | Godów     | część wsi |
| 0818947 | Pod Lasem | część wsi |

## Historia
Przypuszczalnie wieś istniała już w początkach XIII wieku. Prawdopodobnie w 1321 r. została lokowana na prawie magdeburskim przez biskupa krakowskiego Nankera (1270–1341). Własnością biskupów krakowskich Doły pozostały do 1782 roku, w którym to na mocy edyktu cesarza Józefa II wszystkie dobra kościele po przeprowadzeniu ich sekularyzacji przejął austriacki skarb państwa.